# Johan Emanuel Heidenreich
Johan Emanuel Heidenreich, född 14 mars 1803 i Stralsund, död 19 februari 1875 i Hedvig Eleonora församling, Stockholm, var en svensk valthornist och musikdirektör.

## Biografi
Heidenreich föddes 1803. Han var från 1833 till 1859 förste valthornist vid Kungliga Hovkapellet. Han var även anställd som musikdirektör för kanoniercorpsen i Stockholm. Efter det tog han anställning som direktör vid konservatoriet. Heidenreich utnämndes 1863 till riddare av Vasaorden. Han avled 19 februari 1875.